# Cristian Leiva (Fußballspieler, 1977)
Cristian Gustavo Leiva (* 26. September 1977 in Chilecito) ist ein ehemaliger argentinischer Fußballspieler auf der Position eines defensiven Mittelfeldspielers.

## Karriere
Cristian Leiva begann seine Karriere bei CA Banfield, wo er 1997 als Profi debütierte. Nach Stationen in Mexiko (Cruz Azul) und Argentinien (Gimnasia y Esgrima) kehrte er zu Banfield zurück, wo er drei Jahre spielte. Danach wechselte er nach Belgien zu RSC Anderlecht und Charleroi. Anschließend spielte er für Club Olimpia in Paraguay, CD Godoy Cruz, San Lorenzo und Arsenal de Sarandí. Nach kurzen Stationen bei CSD Defensa y Justicia und CA Huracán kehrte er zu Banfield zurück, ehe er seine Karriere in den unteren Ligen Argentiniens beendete.